# Liste des aéroports en Pologne
Cet article contient une liste des aéroports polonais avec le service commercial de passagers (existants et en construction).

## Cartes
| \| 50 km1:3 411 000 \| Lublin Cracovie Gdańsk · Dantzig Łódź Olsztyn · Holsten Poznań · Posnanie Varsovie · Radom Rzeszów Szczecin · Stettin Varsovie · Modlin Wrocław · Vratislavie Katowice Zielona · Góra Varsovie · Chopin Bydgoszcz · Bromberg |
| 50 km1:3 411 000 |

## Liste
| Ville desservie  | Voïvodie              | Localité (commune — arr.)      | OACI | AITA | Nom de l’aéroport                     | Passagers en 2017 | Site web                      |
| ---------------- | --------------------- | ------------------------------ | ---- | ---- | ------------------------------------- | ----------------- | ----------------------------- |
| Varsovie         | Mazovie               | Okęcie (Varsovie — Włochy)     | EPWA | WAW  | Aéroport de Varsovie-Chopin           | 15 730 330        | www.lotnisko-chopina.pl       |
| Cracovie         | Petite-Pologne        | Balice (Zabierzów)             | EPKK | KRK  | Aéroport de Cracovie-Jean-Paul II     | 5 829 190         | www.krakowairport.pl          |
| Gdańsk (Tricité) | Poméranie             | Rębiechowo (Gdańsk — Matarnia) | EPGD | GDN  | Aéroport de Gdańsk-L. Wałęsa          | 4 601 982         | www.airport.gdansk.pl         |
| Katowice         | Silésie               | Pyrzowice (Ożarowice)          | EPKT | KTW  | Aéroport de Katowice-Pyrzowice        | 3 877 235         | www.katowice-airport.com      |
| Wrocław          | Basse-Silésie         | Strachowice (Wrocław)          | EPWR | WRO  | Aéroport de Wrocław-N. Copernic       | 2 805 888         | www.airport.wroclaw.pl        |
| Varsovie         | Mazovie               | Modlin (Nowy Dwór Mazowiecki)  | EPMO | WMI  | Aéroport de Varsovie-Modlin (Mazovie) | 2 931 503         | www.modlinairport.pl          |
| Poznań           | Grande-Pologne        | Ławica (Poznań)                | EPPO | POZ  | Aéroport Henryk Wieniawski            | 1 842 660         | www.airport-poznan.com.pl     |
| Rzeszów          | Basses-Carpates       | Jasionka (Trzebownisko)        | EPRZ | RZE  | Aéroport de Rzeszów                   | 691 708           | www.rzeszowairport.pl         |
| Szczecin         | Poméranie occidentale | - (Goleniów)                   | EPSC | SZZ  | Aéroport "Solidarność"/Solidarité     | 578 520           | www.airport.com.pl            |
| Lublin           | Lublin                | - (Świdnik)                    | EPLB | LUZ  | Aéroport de Lublin                    | 429 164           | www.airport.lublin.pl         |
| Bydgoszcz        | Cujavie-Poméranie     | Szwederowo (Bydgoszcz)         | EPBY | BZG  | Aéroport Ignacy Jan Paderewski        | 318 400           | www.plb.pl                    |
| Łódź             | Łódź                  | Lublinek (Łódź)                | EPLL | LCJ  | Aéroport Władysław Reymont            | 207 377           | www.airport.lodz.pl           |
| Olsztyn          | Varmie-Mazurie        | Szymany (Szczytno)             | EPSY | SZY  | Aéroport d'Olsztyn-Mazurie            | 101 306           | www.mazuryairport.pl          |
| Zielona Góra     | Lubusz                | - (Babimost)                   | EPZG | IEG  | Aéroport de Zielona Góra              | 17 128            | www.lotnisko.lubuskie.pl      |
| Radom            | Mazovie               | Sadków (Radom)                 | EPRA | RDO  | Aéroport de Radom-Sadków              | 9903              | http://www.lotnisko-radom.eu/ |